# Д-р Т. и жените
„Д-р Т. и жените“ (на английски: Dr. T and the Women) е американска романтична драмедия от 2000 година на режисьора Робърт Олтмън, по сценарий на Ани Рап. Оператор е Жан Кисер. Музиката във филма е композирана от Лайл Лъвет.

## Сюжет
Д-р Травис има успех в работата, обичан от колеги и пациенти, у дома го очаква любящо семейство. Но обичайният начин на живот пада като къща от карти и на Д-р Ти му се налага да започне отначало.

## В ролите
| Актьор        | Роля           |
| ------------- | -------------- |
| Ричард Гиър   | Д-р Т.         |
| Хелън Хънт    | Брий           |
| Фара Фосет    | Кейт           |
| Лора Дърн     | Пеги           |
| Шели Лонг     | Каролин        |
| Тара Рийд     | Кони           |
| Кейт Хъдсън   | Диди           |
| Лив Тайлър    | Мерилин        |
| Робърт Хейс   | Харлан         |
| Мат Малой     | Бил            |
| Анди Рихтър   | Илай           |
| Лий Грант     | Д-р Харпър     |
| Джанин Търнър | Дороти Чамблис |

## „Д-р Т. и жените“ в България
Филмът се излъчва за пръв път на 8 март 2015 г. bTV. Дублажът е на студио Медиа Линк. Екипът се състои от:
| Пост                | Име                                                                   |
| ------------------- | --------------------------------------------------------------------- |
| Преводач            | Антония Халачева                                                      |
| Режисьор на дублажа | Мария Ангелова                                                        |
| Тонрежисьор         | Александър Маринов                                                    |
| Озвучаващи артисти  | Ева Демирева Ирина Маринова Татяна Захова Димитър Иванчев Васил Бинев |